# 22. duben
22. duben je 112. den roku podle gregoriánského kalendáře (113. v přestupném roce). Do konce roku zbývá 253 dní. Svátek má Evženie.

## Události

### Česko
- 1467 – Král Jiří z Poděbrad začal válečné operace namířené proti Zelenohorské jednotě.
- 1897 – Badeniho jazyková nařízení o rovnoprávnosti češtiny s němčinou, která měla nadále platit nejen ve vnějším, nýbrž i ve vnitřním úřadování, byla vydána také pro Moravu.
- 1945
  - Rudá armáda osvobodila Opavu
  - Jednotky 2. ukrajinského frontu vstoupily do Mikulova.
- 1947 – Cestovatelé Jiří Hanzelka a Miroslav Zikmund vyjeli od Autoklubu v Praze na výpravu přes Afriku do Jižní Ameriky.
- 1948 – Představitelé Národní fronty Alexej Čepička (KSČ) a Alois Petr (ČSL) žádali, aby arcibiskup Josef Beran povolil účast kněží na kandidátce Národní fronty a aby církev volby podpořila vydáním pastýřského listu.
- 1956
  - V Opavě byl ukončen provoz tramvají.
  - V Praze začal II. sjezd československých spisovatelů. Byl velmi kritický vůči vládnoucímu režimu, požadoval demokratizaci společnosti, zrušení cenzury a spravedlnost pro spisovatele, kteří nesměli vydávat knihy.
- 1957 – Poprvé se losovala Sportka. Jedna sázka stála 3 koruny a maximální výhra byla 40.000 Kčs.

### Svět
- 0687 př. n. l. – Nejstarší čínský zápis o sprše meteorů v souhvězdí Lyry
- 1370 – V Paříži byly položeny základy královské pevnosti Bastila.
- 1507 – Německý kartograf Martin Waldseemüller vydal knihu nazvanou Cosmographiae Introductio, kde se poprvé objevil název Amerika. Omylem se domníval, že cestovatel Amerigo Vespucci byl první Evropan, který objevil nový světadíl a na jeho počest ho nazvali Amerikou.
- 1509 – Na anglický trůn nastoupil Jindřich VIII. Za jeho vlády došlo po neshodách s papež (1534) k oddělení anglikánské církve od Říma.
- 1519 – Španělský dobyvatel Hernán Cortés založil osadu Veracruz v Mexiku.
- 1529 – Smlouva ze Zaragozy rozdělila vliv Španělska a Portugalska na východní polokouli.
- 1915 – Turecká policie pozatýkala 235 příslušníků arménské inteligence, kteří byli následně bez soudu zavražděni. Tato událost se považuje za začátek turecké genocidy proti Arménům.
- 1930 – Na Londýnské konferenci podepsaly Spojené království, USA a Japonsko smlouvu o limitech celkové tonáže nižších tříd národních loďstev.
- 1945 –  Přes šest stovek vězňů z koncentračního tábora Jasenovac se pokusilo utéct před likvidací tábora a jejich popravou. Přežilo jich jen 84.
- 1982 –  Při teroristickém útoku v pařížské redakci libanonských novin Al-Watan al-Arabi zemřel jeden člověk a dalších 63 jich bylo zraněno.
- 1992 – Došlo k sérii výbuchů kanalizace ve čtvrti Reforma mexické Guadalajary. Čtvrť byla zničena, stovky lidí zemřely a tisíce byly těžce zraněny.
- 2005 – Japonský premiér Džuničiró Koizumi se na summitu asijských a afrických zemích v Jakartě omluvil za „ohromné škody a utrpení“ způsobené v minulosti jiným zemím „japonskou koloniální nadvládou a agresí“.
- 2016 – Je podepsána Pařížská dohoda v rámci Rámcové úmluvy OSN o změně klimatu.

## Narození
Automatický abecedně řazený seznam viz Kategorie:Narození 22. dubna

### Česko

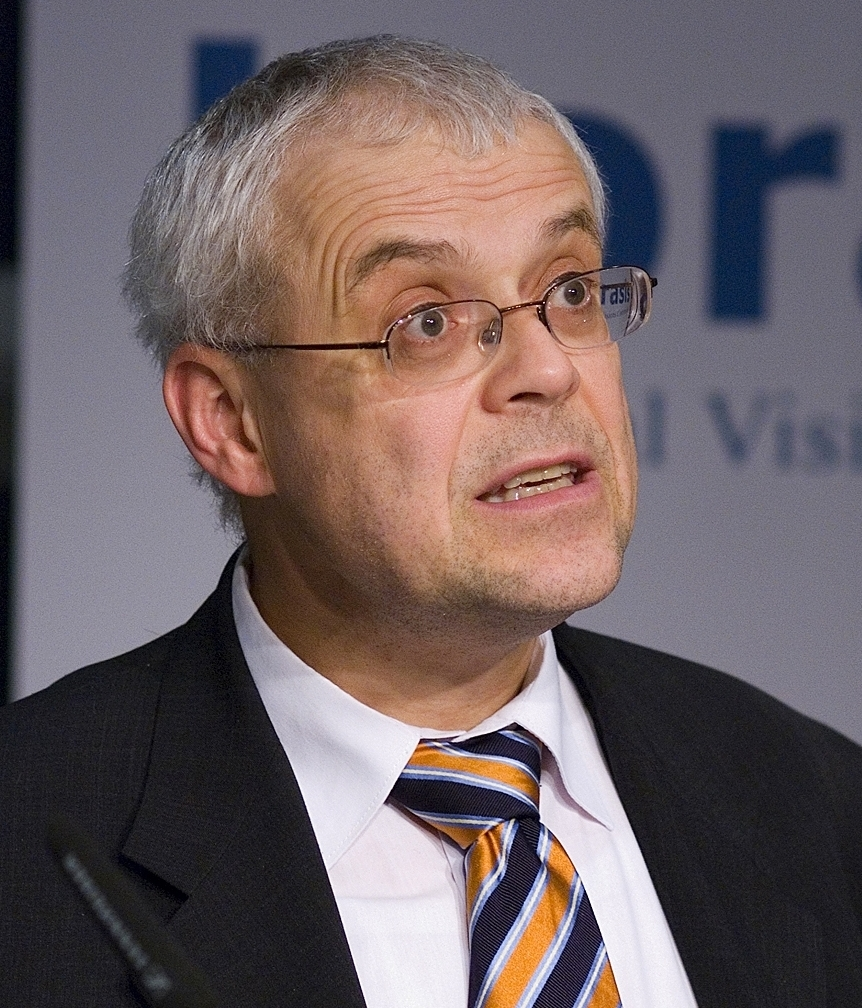
Vladimír Špidla (* 1951)

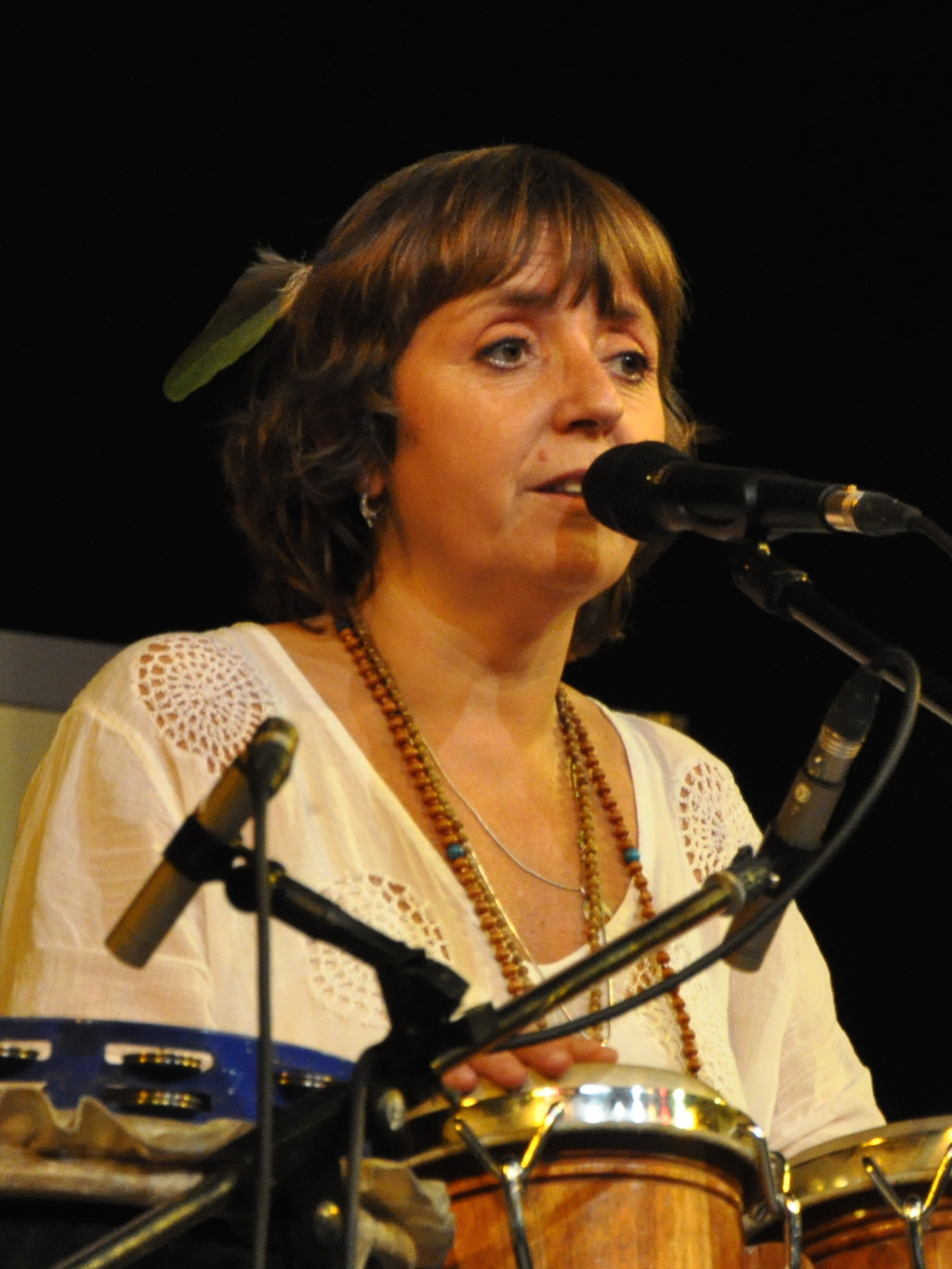
Barbora Hrzánová (* 1964)

- 1693 – Jan Leopold Mosbender, děkan v Ústí nad Orlicí († 24. července 1776)
- 1735 – Jan Leopold Hay, královéhradecký biskup († 1. června 1794)
- 1783 – Vojtěch Suchý, miniaturista († 25. srpna 1849)
- 1796 – Josef Myslimír Ludvík, kněz, historik a spisovatel († 1. ledna 1856)
- 1833 – Jindřich Eckert, fotograf († 28. února 1905)
- 1851 – Gustav Adolf Jäger senior, český sudetoněmecký pletař († 24. červen 1927)
- 1858 – Josef Velenovský, botanik († 7. května 1949)
- 1871 – Václav Houser, československý politik († 1958)
- 1873 – Karl Stellwag, československý agronom, archeolog a politik německé národnosti († 20. února 1963)
- 1876 – Juraj Krejčí, československý politik slovenské národnosti († ?)
- 1881 – Franz Werner, československý politik německé národnosti († 15. února 1947)
- 1886
  - Jaro Procházka, malíř († 30. září 1949)
  - Pavol Teplanský, československý a slovenský politik, ministr autonomních slovenských vlád († 16. května 1969)
- 1888 – Mária Sýkorová, herečka († 31. srpna 1967)
- 1889 – Ladislav Daněk, československý právník a politik († 10. března 1961)
- 1895 – František Korte, právník a hudební skladatel († 27. července 1962)
- 1905 – František Vyčichlo, matematik († 6. ledna 1958)
- 1907 – Alfred Mahovsky, hudební skladatel († 17. dubna 1932)
- 1908 – Vilém Pavlík, biskup starokatolické církve a politik († 29. března 1965)
- 1914 – Bohumír Lomský, ministr národní obrany Československa († 18. června 1982)
- 1917 – Václav Sedláček, učeň, spolu s Janem Opletalem jedna ze dvou obětí střelby do davu při protinacistických demonstracích († 28. října 1939)
- 1918 – Bohuslav Bubník, člen sokolského druhého odboje († 15. března 2012)
- 1921 – Konrád Babraj, sochař († 26. května 1991)
- 1923 – Vratislav Effenberger, literární teoretik a surrealista († 10. srpna 1986)
- 1925 – Jan Heller, religionista, biblista, protestantský teolog († 15. ledna 2008)
- 1927 – Rudolf Altschul, surrealistický básník, účastník druhého odboje († březen nebo duben 1945)
- 1930 – Zdeněk Mašek, varhaník († 11. února 2015)
- 1932 – Slavomír Pejčoch, spisovatel a historik († 5. března 2020)
- 1936 – Jiří Šíma, geodet
- 1939 – Jaroslav Krček, hudebník, dirigent a hudební skladatel
- 1941 – Mojmír Opletal, geolog
- 1947 – Jan Roda, chemik
- 1948 – Zuzana Baudyšová, senátorka, ředitelka Nadace Naše dítě
- 1951 – Vladimír Špidla, politik
- 1953 – Jana Ševčíková, dokumentaristka
- 1957
  - Ota Zaremba, sportovec, vzpěrač, olympijský vítěz
  - Milan Slezák, novinář a rozhlasový komentátor
- 1958 – Emil Pospíšil, folkový kytarista, hráč na sitár, skladatel, zpěvák († 14. října 1994)
- 1960 – J. H. Krchovský, básník
- 1964 – Barbora Hrzánová, herečka
- 1966 – Martina Adamcová, herečka, moderátorka a producentka
- 1971 – Miloš Holaň, hokejista
- 1975
  - Pavel Horváth, fotbalový záložník a trenér
  - Jan Vlas, herec
- 1978 – Kamila Rajdlová, běžkyně na lyžích
- 1979 – Jana Stryková, herečka a dabérka
- 1985
  - Lenka Masná, atletka (běh na 800 m)
  - Roman Smutný, fotbalista
- 1989 – Lukáš Droppa, fotbalista
- 1998 – Antonín Vaníček, fotbalista

### Svět

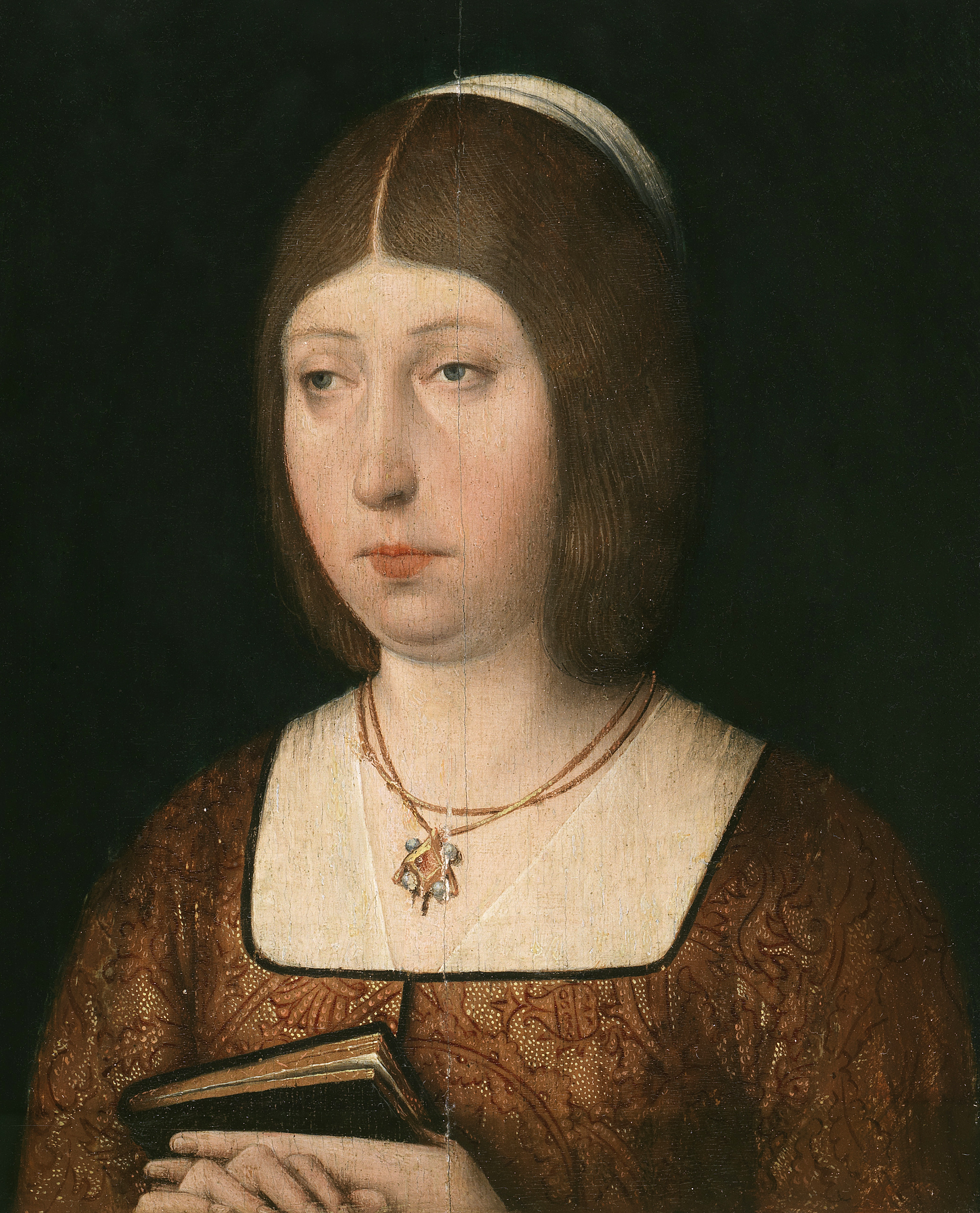
Isabela Kastilská (* 1451)

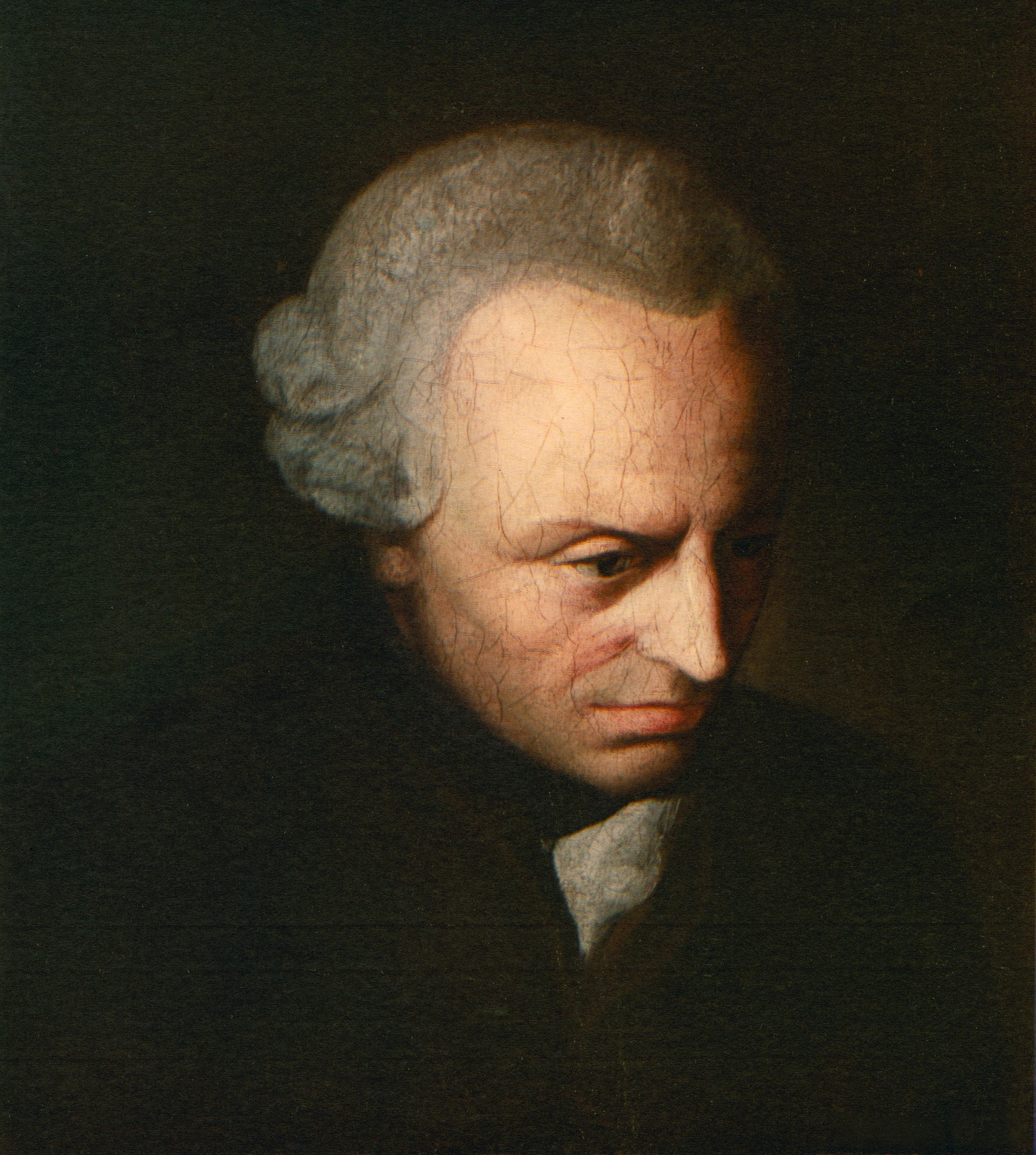
Immanuel Kant (* 1724)

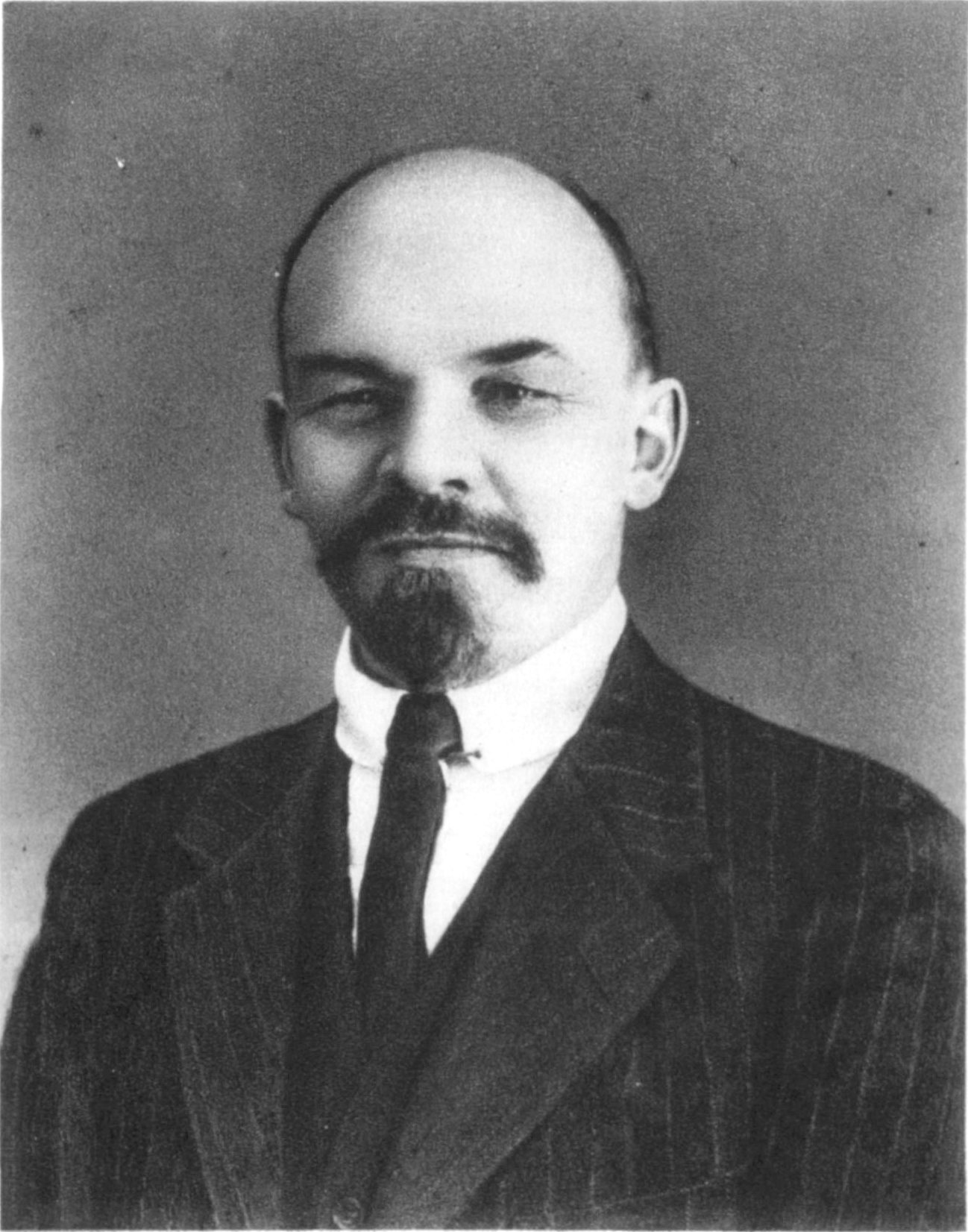
Vladimir Iljič Lenin (* 1870)

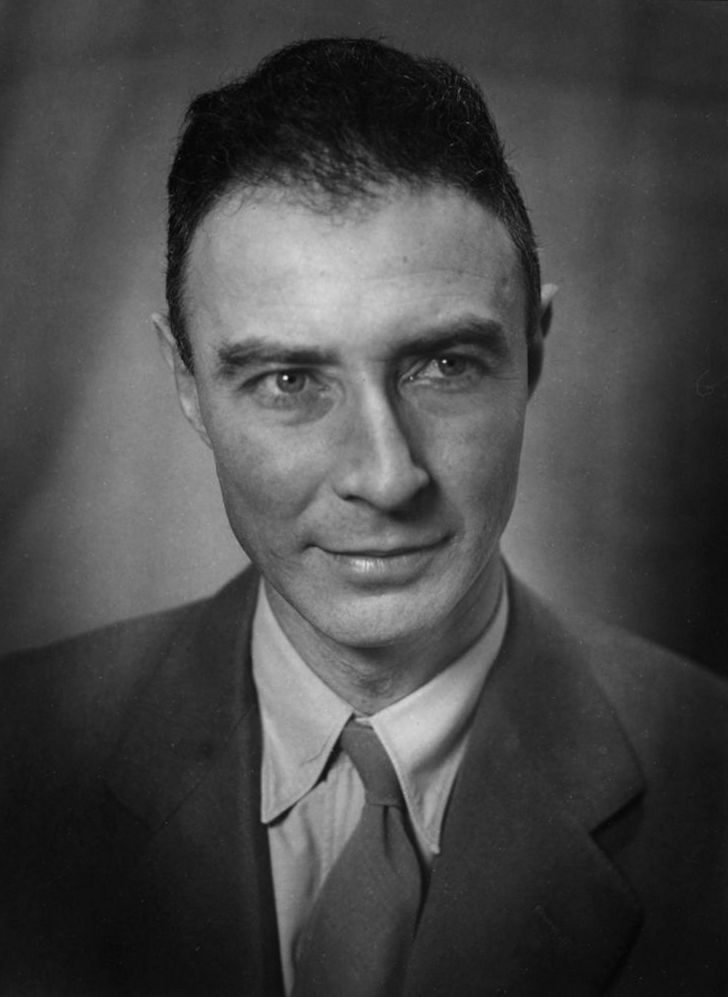
Robert Oppenheimer (* 1904)

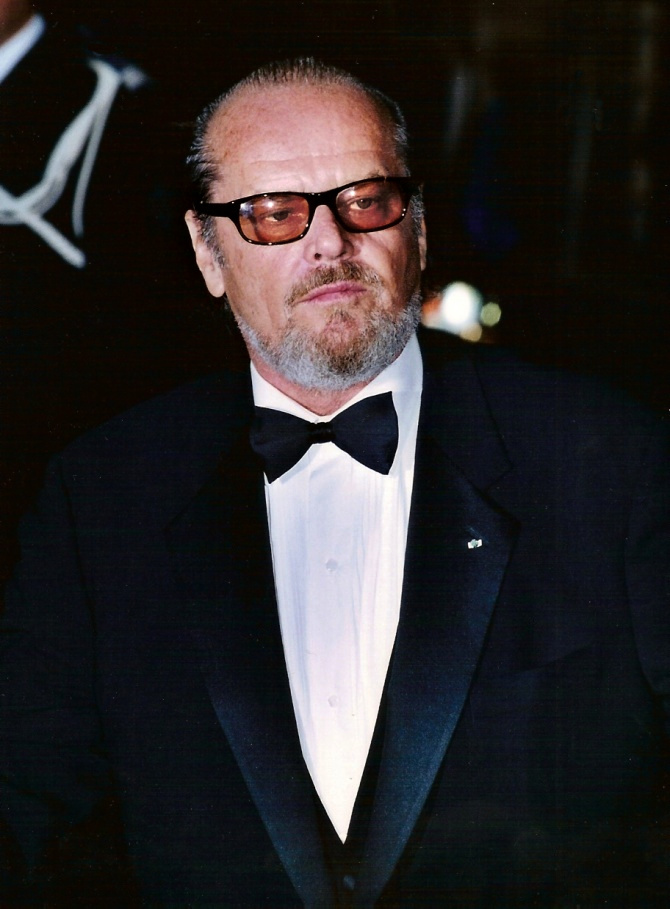
Jack Nicholson (* 1937)

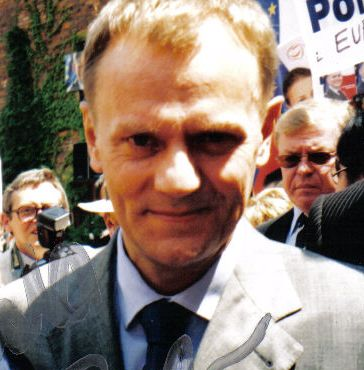
Donald Tusk (* 1957)

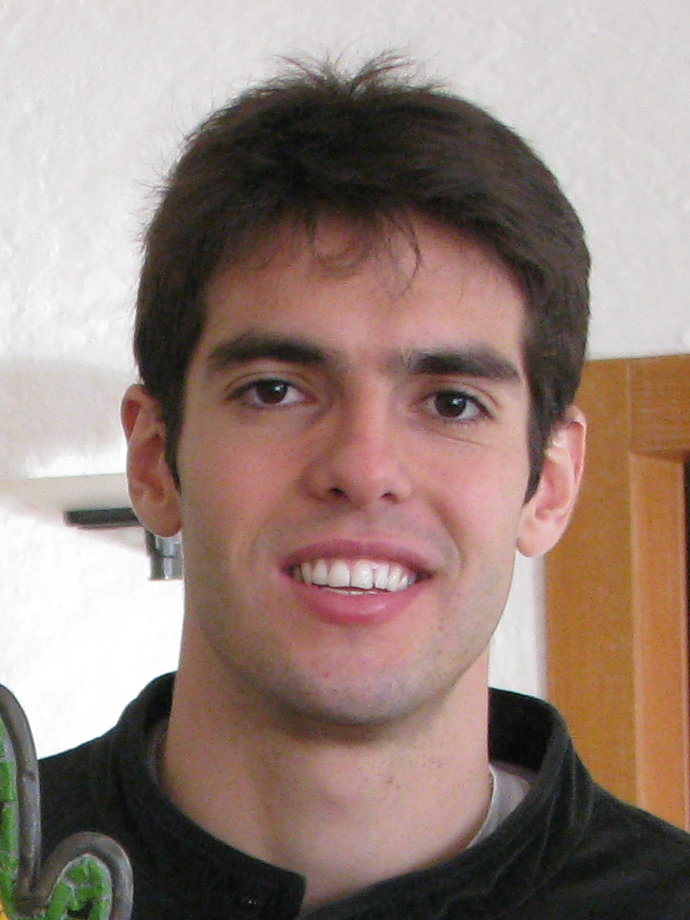
Kaká (* 1982)

- 1451 – Isabela Kastilská, kastilská a aragonská královna († 26. listopadu 1504)
- 1592 – Wilhelm Schickard, německý polyhistor, konstruktér prvního mechanického kalkulátoru († 23. nebo 24. října 1635)
- 1610 – papež Alexandr VIII. († 2. února 1691)
- 1658 – Giuseppe Torelli, italský hudební skladatel († 8. února 1709)
- 1696 – Antonie Amálie Brunšvicko-Wolfenbüttelská, brunšvicko-wolfenbüttelská princezna a vévodkyně († 6. března 1762)
- 1707 – Henry Fielding, anglický spisovatel († 8. října 1754)
- 1724 – Immanuel Kant, německý filozof († 12. února 1804)
- 1729 – Michael Hillegas, první ministr financí USA († 29. září 1804)
- 1738 – Jan Láho, slovenský luteránský duchovní působící v Čechách († 21. listopadu 1790)
- 1760 – Akbar Šáh II., předposlední mughalský císař († 28. září 1837)
- 1795 – Johann Friedrich Böhmer, německý historik († 22. října 1863)
- 1800 – Marie Františka Portugalská, portugalská infantka († 4. září 1834)
- 1813 – Jørgen Engebretsen Moe, norský folklorista, biskup a básník († 27. března 1882)
- 1815 – Wilhelm Peters, německý přírodovědec a průzkumník († 20. dubna 1883)
- 1816 – Bohuslav Šulek, slovenský přírodovědec, jazykovědec a publicista († 30. listopadu 1895)
- 1839 – August Wilhelm Eichler, německý botanik († 2. března 1887)
- 1840 – Odilon Redon, francouzský malíř († 6. července 1916)
- 1847 – Vladimír Alexandrovič Romanov, ruský velkokníže († 17. února 1909)
- 1852 – Vilém IV. Lucemburský, lucemburský velkovévoda († 25. února 1912)
- 1868
  - José Vianna da Motta, portugalský klavírista a skladatel († 1. června 1948)
  - Marie Valerie Habsbursko-Lotrinská, rakouská arcivévodkyně († 6. září 1924)
- 1870
  - Jack Robinson, anglický fotbalový brankář († 28. října 1931)
  - Vladimir Iljič Lenin, ruský politik, komunistický revolucionář († 21. ledna 1924)
- 1873 – Luigi Lucheni, italský anarchista a atentátník, vrah rakouské císařovny Alžběty († 19. října 1910)
- 1876 – Robert Bárány, rakouský fyziolog, nositel Nobelovy ceny († 8. dubna 1936)
- 1878 – Zofka Kveder, slovinská spisovatelka a publicistka († 21. listopadu 1926)
- 1881 – Xenie Petrović-Njegoš, černohorská princezna († 10. března 1960)
- 1884 – Otto Rank, rakouský psychoanalytik († 31. října 1939)
- 1887 – Harald Bohr, dánský matematik († 22. ledna 1951)
- 1889 – Ludwig Renn, německý spisovatel († 21. července 1979)
- 1890 – Juan Vert, španělský hudební skladatel († 16. února 1931)
- 1899 – Vladimir Vladimirovič Nabokov, americký prozaik ruského původu († 2. června 1977)
- 1901 – Herbert Plaxton, kanadský hokejista, zlato na OH 1928 († 7. listopadu 1970)
- 1902 – Stanisław Popławski, sovětský a polský generál († 10. srpna 1973)
- 1903 – Daphne Akhurstová, australská tenistka († 9. ledna 1933)
- 1904 – Robert Oppenheimer, americký teoretický fyzik, „otec atomové bomby“ († 18. února 1967)
- 1906
  - Gustav Adolf Švédský, nejstarší syn švédského krále Gustava VI. Adolfa († 26. ledna 1947)
  - Eddie Albert, americký herec († 26. května 2005)
- 1907 – Ivan Antonovič Jefremov, sovětský paleontolog a spisovatel sci-fi († 5. října 1972)
- 1909
  - Rita Leviová-Montalciniová, italská neuroložka, nositelka Nobelovy ceny († 30. prosince 2012)
  - Harald Wiesmann, německý důstojník SS a válečný zločinec, zodpovědný za vyhlazení obce Lidice († 24. dubna 1947)
  - Indro Montanelli, italský novinář, spisovatel a historik († 22. července 2001)
- 1910 – Fridrich František Meklenbursko-Zvěřínský, dědičný meklenbursko-zvěřínský velkovévoda († 31. července 2001)
- 1911 – Max Dupain, australský fotograf († 27. července 1992)
- 1914
  - Jan de Hartog, nizozemský spisovatel a dramatik († 22. září 2002)
  - Michael Wittmann, německý voják, člen SS, považovaný za nejúspěšnějšího velitele tanku za druhé světové války († 8. srpna 1944)
- 1916
  - Yehudi Menuhin, houslový virtuos a dirigent († 12. března 1999)
  - Lee Cronbach, americký psycholog († 1. října 2001)
- 1917 – Vadim Gippenrejter, ruský novinářský a krajinářský fotograf († 16. července 2016)
- 1919 – Donald J. Cram, americký chemik, Nobelova cena za chemii 1987 († 17. června 2001)
- 1921 – Candido Camero, kubánský perkusionista († 7. listopadu 2020)
- 1922 – Charles Mingus, americký jazzový kontrabasista a skladatel († 5. ledna 1975)
- 1923
  - Aaron Spelling, americký producent († 23. května 2006)
  - Bettie Page, americká modelka († 11. listopadu 2008)
- 1924
  - Růžena Dostálová, česká filoložka a historička († 18. srpna 2014)
  - Peter Cathcart Wason, britský kognitivní psycholog a šachista († 17. dubna 2003)
- 1926 – James Stirling, britský architekt, představitel nového brutalismu († 25. června 1992)
- 1929 – Michael Atiyah, britský matematik († 11. ledna 2019)
- 1935
  - Paul Chambers, americký kontrabasista a hudební skladatel († 4. ledna 1969)
  - Belo Kapolka, slovenský spisovatel, chatař, nosič a horolezec († 18. dubna 1994)
- 1936
  - Valerián Bystrický, slovenský historik († 5. dubna 2017)
  - Glen Campbell, americký zpěvák country († 8. srpna 2017)
  - Don Menza, americký jazzový saxofonista
- 1937
  - Jack Nicholson, americký herec
  - Jack Nitzsche, americký hudebník a hudební skladatel († 25. srpna 2000)
- 1940
  - Marie-José Natová, francouzská filmová, televizní a divadelní herečka († 10. října 2019)
  - Dina Štěrbová, slovenská horolezkyně
- 1941 – Amir Pnueli, izraelský informatik († 2. listopadu 2009)
- 1942 – Giorgio Agamben, italský filosof
- 1943 – Louise Glücková, americká básnířka a esejistka, nositelka Nobelovy ceny za literaturu († 13. října 2023)
- 1944
  - Steve Fossett, americký miliardář († 3. září 2007)
  - Joshua Rifkin, americký dirigent židovského původu, hráč na klávesové nástroje a muzikolog
- 1945 – Ján Ďuriš, slovenský kameraman
- 1946
  - Paul Davies, britský fyzik, spisovatel a popularizátor vědy
  - Bruce Edwards Ivins, americký mikrobiolog († 29. července 2008)
- 1947 – Neil Horan, irský katolický kněz
- 1948 – Ġorġ Abela, maltský prezident
- 1950 – Peter Frampton, britský hudebník
- 1951 – Paul Carrack, britský klávesista, zpěvák a skladatel
- 1952 – Magdi Allam, italský novinář, spisovatel a komentátor egyptského původu
- 1956 – Bruce A. Young, americký televizní a filmový herec
- 1957 – Donald Tusk, polský politik a premiér
- 1959 – Ryan Stiles, kanadský herec, komik, režisér a scenárista
- 1965
  - Peter Zezel, kanadský hokejista († 26. května 2009)
  - Roman Coppola, americký režisér, scenárista a producent
- 1966 – Jörgen Persson, švédský stolní tenista
- 1967 – Loreta Asanavičiūtė, litevská švadlena, jediná ženská oběť masakru u vilniuské televizní věže († 13. ledna 1991)
- 1970 – Andrea Giani, italský volejbalista
- 1974 – Shavo Odadjian, hudebník arménského původu, baskytarista metalové skupiny System of a Down
- 1975 – Carlos Sastre, španělský cyklista
- 1976 – Jelena Serovová, ruská inženýrka, kosmonautka a politička
- 1977 – Mark van Bommel, nizozemský fotbalový záložník
- 1980 – Ján Kozák, slovenský fotbalista
- 1982 – Kaká, brazilský fotbalista
- 1986
  - Amber Heardová, americká herečka
  - Sisinio González Martínez, španělský fotbalový záložník
- 1987
  - John Obi Mikel, nigerijský fotbalista
  - David Luiz, brazilský fotbalový obránce
- 1989
  - Aron Gunnarsson, islandský fotbalový záložník
  - Jasper Cillessen, nizozemský fotbalový brankář
- 1990 – Machinge Gun Kelly, americký rapper a zpěvák
- 1992 – English Gardnerová, americká atletka, sprinterka
- 1993
  - Filip Helander, švédský fotbalista
  - Boglárka Kapásová, maďarská plavkyně
- 1996
  - Kristián Pospíšil, slovenský hokejista
  - Tamerlan Bašajev, čečenský judista

## Úmrtí
Automatický abecedně řazený seznam viz Kategorie:Úmrtí 22. dubna

### Česko

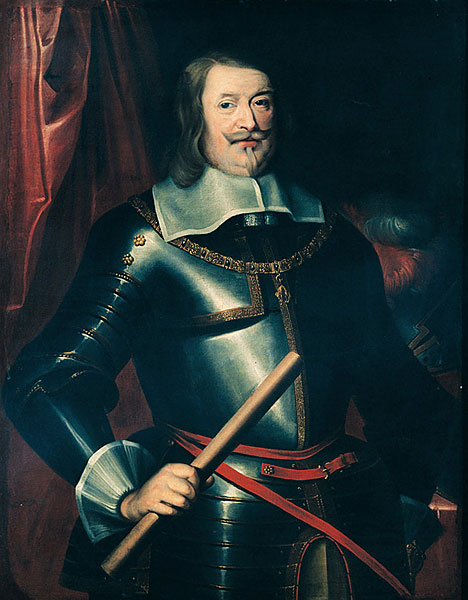
Václav Eusebius Popel z Lobkovic († 1677)

- 1421 – Hynek z Ronova, kolínský kněz upálený husity (* ?)
- 1677 – Václav Eusebius Popel z Lobkovic, šlechtic a vojevůdce (* 20. ledna 1609)
- 1782 – Josef Seger, hudební skladatel, houslista a varhaník (* 21. března 1716)
- 1887 – Terezie Masaryková, matka prezidenta Tomáše Garrigue Masaryka (* 4. srpna 1813)
- 1894 – Emanuel František Züngel, básník a překladatel (* 21. června 1840)
- 1909 – Jan Kaftan, železniční inženýr a politik (* 11. září 1841)
- 1926 – Jan Hendrich, ekonom a amatérský archeolog (* 15. února 1845)
- 1939 – Karel Bulíř, lékař a popularizátor (* 7. srpna 1868)
- 1945 – Theodor Schulz, právník, hráč na historické nástroje a hudební skladatel (* 23. dubna 1875)
- 1946 – František Hlávka, československý politik (* 18. května 1856)
- 1947 – Vojtěch Vladimír Klecanda, legionář, generál (* 15. listopadu 1888)
- 1953 – Elly Oehlerová, architektka a bytová návrhářka (* 6. června 1905)
- 1956
  - Jan Šrámek, římskokatolický kněz a politik (* 12. prosinec 1870)
  - Vlastimil Lada-Sázavský, šermíř (* 31. března 1886)
- 1960 – Antonín Hasal, československý armádní generál a ministr (* 7. ledna 1883)
- 1983 – Antonín Modr, hudební vědec a skladatel (* 17. května 1898)
- 1996 – Jan Dostál, akademický malíř, ilustrátor a grafik (* 7. května 1921)
- 2004 – Rudolf Krzák, voják (* 6. duben 1914)
- 2006 – Kamil Prudil, akademický malíř a psycholog (* 29. listopadu 1937)
- 2018 – Saša Klimt, motocyklový závodník (* 4. února 1928)
- 2019 – František Xaver Thuri, hudební skladatel, hudební vědec a pedagog (* 29. dubna 1939)

### Svět

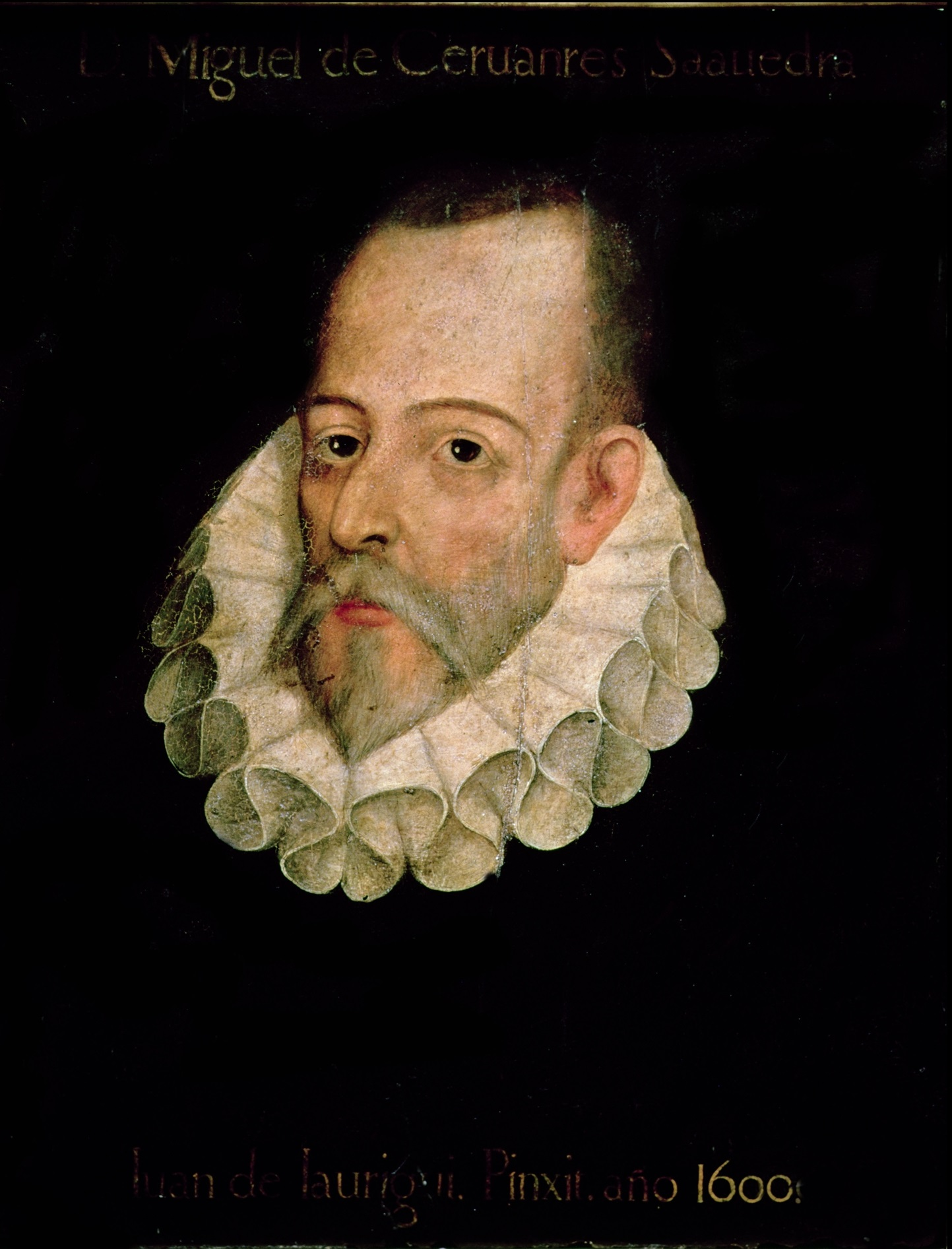
Miguel de Cervantes y Saavedra († 1616)

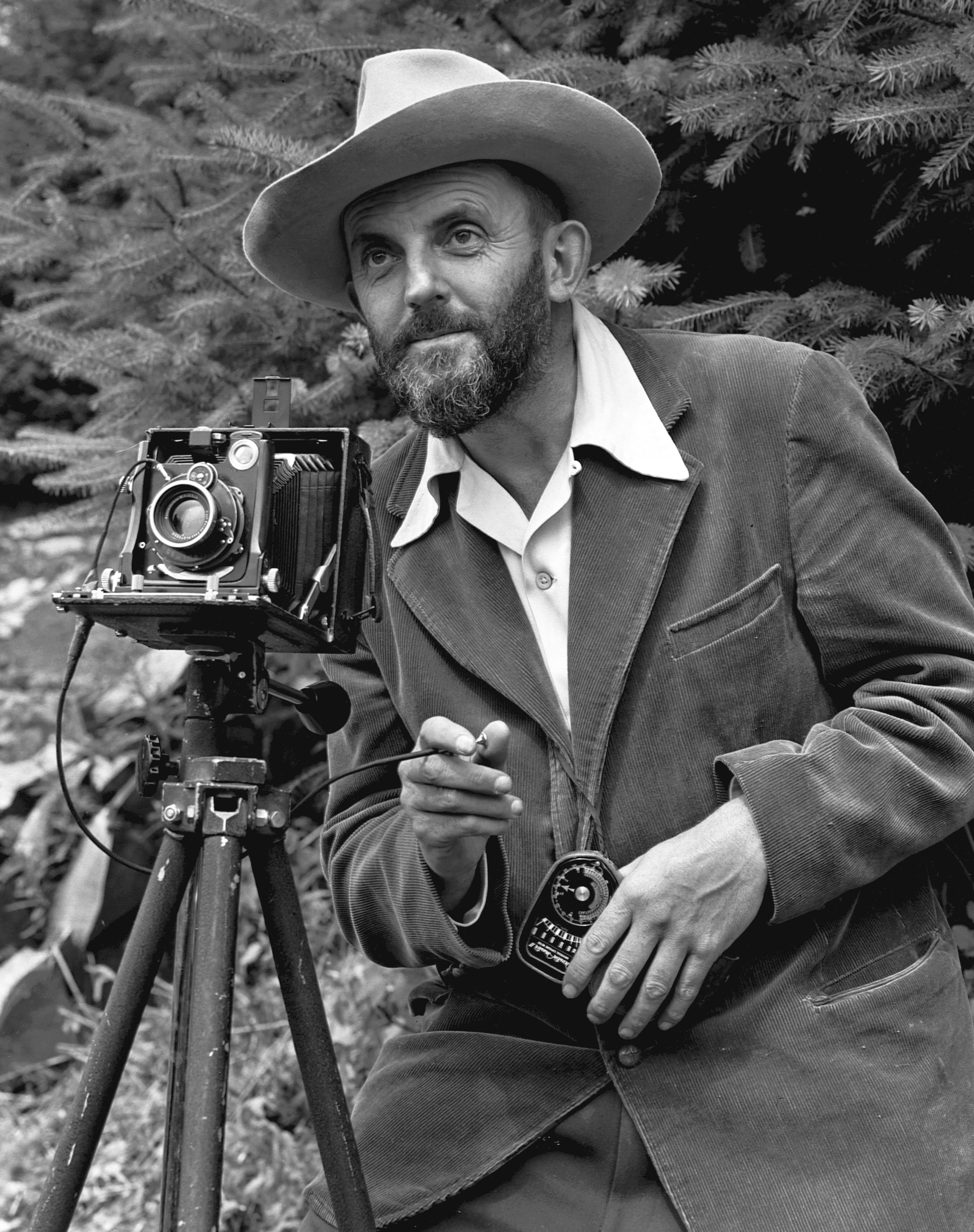
Ansel Adams († 1984)

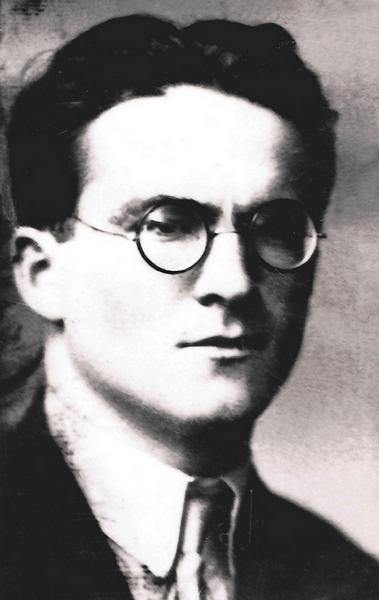
Mircea Eliade († 1986)

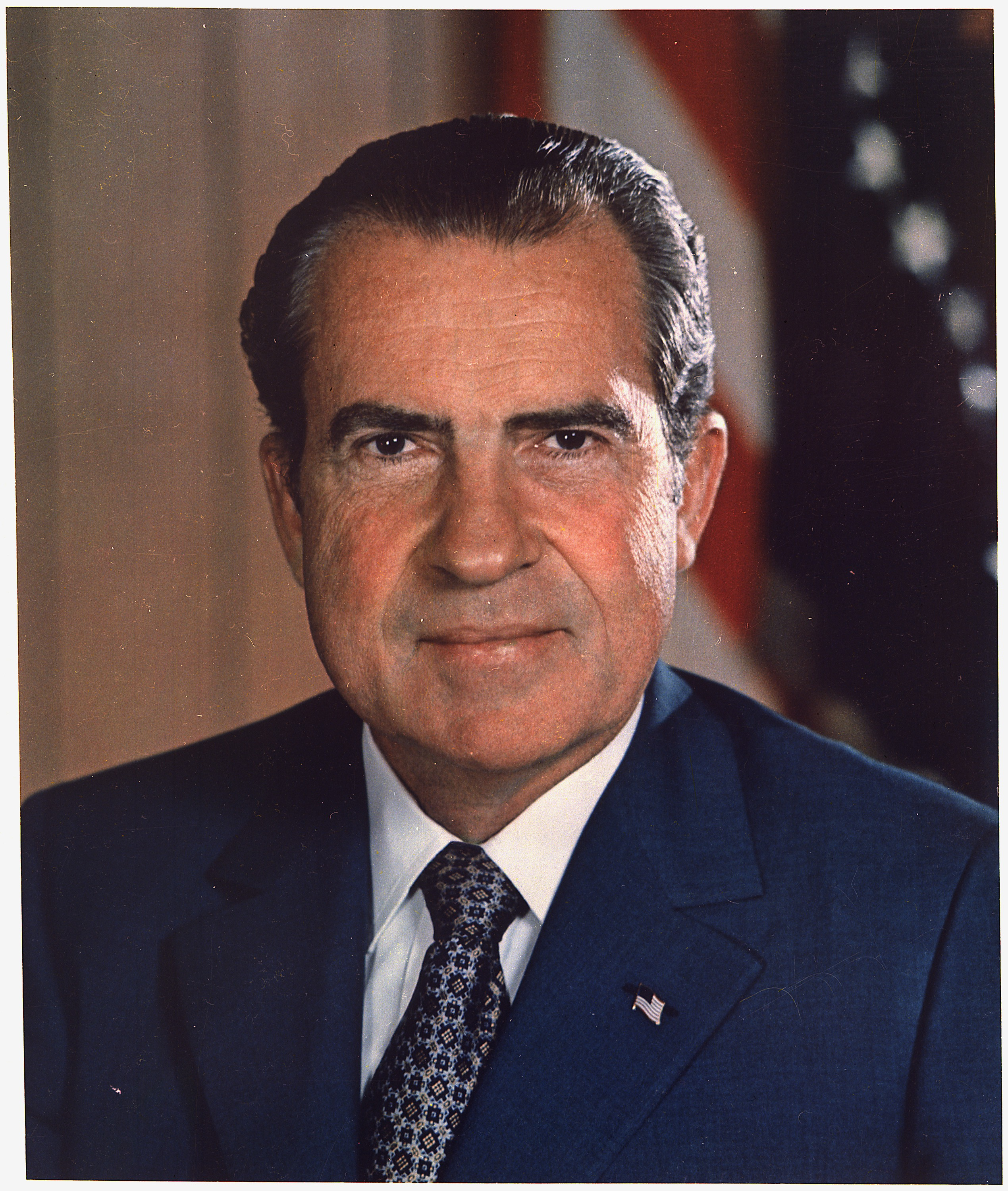
Richard Nixon († 1994)

- 0296 – svatý Caius, 28. papež (* ?)
- 0536 – papež Agapetus I. (* ?)
- 0835 – Kúkai, posmrtně zvaný též Kóbó Daiši, japonský buddhistický mnich, učenec, básník a zakladatel japonské buddhistické školy Šingon (* 27. července 774)
- 1355 – Eleonora Anglická, geldernská hraběnka z dynastie Plantagenetů (* 18. červen 1318)
- 1616 – Miguel de Cervantes y Saavedra, španělský spisovatel (* 29. září 1547)
- 1821 – John Crome, anglický malíř a grafik (* 22. prosince 1768)
- 1827 – Thomas Rowlandson, anglický malíř a karikaturista (* 14. července 1756)
- 1833 – Richard Trevithick, britský vynálezce, konstruktér první funkční parní lokomotivy (* 13. dubna 1771)
- 1842 – Henry Conwell, irský katolický duchovní, od roku 1819 druhý biskup philadelphský (* 1745/1748)
- 1844 – Henri-Montan Berton, francouzský hudební skladatel, houslista a dirigent (* 17. září 1767)
- 1867 – Alexandr Dmitrijevič Petrov, ruský šachový mistr (* 12. února 1794)
- 1884 – Marie Taglioniová, švédsko-italská baletka (* 23. dubna 1804)
- 1892 – Édouard Lalo, francouzský hudební skladatel (* 27. února 1823)
- 1894 – David Payne, skotský malíř (* 29. září 1843)
- 1900 – Auguste-Rosalie Bisson, francouzský fotograf (* 1. května 1826)
- 1908
  - Qasim Amin, egyptský právník, průkopník feminismu (* 1. prosince 1863)
  - Henry Campbell-Bannerman, britský státník a premiér (* 7. září 1836)
- 1917 – Olivier de Bacquehem, předlitavský státní úředník a politik (* 25. srpna 1847)
- 1924 – Anna z Lichtenštejna, knížecí princezna z Lichtenštejna (* 26. února 1846)
- 1926 – Ferdinand Lobkowicz, český šlechtic a politik (* 26. června 1850)
- 1927 – Heinrich Prade, rakousko-uherský politik (* 5. června 1853)
- 1930 – Jeppe Aakjær, dánský spisovatel (* 10. září 1866)
- 1933 – Henry Royce, britský automobilový konstruktér, zakladatel firmy Rolls-Royce (* 27. března 1863)
- 1940 – Janina Lewandowska, polská pilotka a podporučice polského letectva (* 22. dubna 1908)
- 1942 – Pirie MacDonald, americký fotograf (* 27. ledna 1867)
- 1945 – Käthe Kollwitzová, německá sochařka a malířka (* 8. července 1867)
- 1946 – Harlan Fiske Stone, americký právník a politik (* 11. října 1872)
- 1971 – Anna Černohorská, černohorská princezna (* 18. srpna 1874)
- 1976
  - Colin MacInnes, anglický spisovatel a novinář (* 20. srpna 1914)
  - Alfréd Radok, český režisér, zakladatel Laterny magiky (* 17. prosince 1914)
- 1977 – Arvo Haavisto, finský zápasník, zlato na OH 1928 (* 7. března 1900)
- 1980 – Fritz Strassmann, německý chemik (* 22. února 1922)
- 1984 – Ansel Adams, americký fotograf (* 20. února 1902)
- 1986 – Mircea Eliade, rumunský historik (* 9. března 1907)
- 1989 – Emilio Gino Segrè, italský fyzik, nositel Nobelovy ceny (* 1. února 1905)
- 1992 – Nevvare Hanımefendi, manželka posledního osmanského sultána Mehmeda VI. (* 4. května 1901)
- 1993 – Bertus Aafjes, nizozemský spisovatel a básník (* 12. května 1914)
- 1994 – Richard Nixon, americký prezident (* 9. ledna 1913)
- 1996 – Erma Bombecková, americká humoristka (* 21. února 1927)
- 1998 – Régine Pernoudová, francouzská historička (* 17. června 1909)
- 2002
  - Victor Weisskopf, americký fyzik (* 19. září 1908)
  - Linda Lovelace, americká pornoherečka (* 10. ledna 1949)
- 2003
  - Michael Larrabee, americký sprinter, dvojnásobný olympijský vítěz (* 2. prosince 1933)
  - Alexandra Širokovová, ruská bohemistka (* 26. listopadu 1918)
  - Maria Wine, švédsko-dánská básnířka a spisovatelka (* 8. července 1912)
- 2005
  - John Marshall, americký filmař a antropolog (* 12. listopadu 1932)
  - Eduardo Paolozzi, skotský sochař, grafik a průmyslový návrhář (* 7. března 1924)
- 2006 – Alida Valliová, italská filmová a divadelní herečka (* 31. května 1921)
- 2009
  - Jack Cardiff, britský kameraman a režisér (* 18. září 1914)
  - William Disney, americký rychlobruslař (* 3. dubna 1932)
- 2013 – Richie Havens, americký písničkář (* 21. ledna 1941)
- 2014 – Michael Glawogger, rakouský režisér (* 3. prosince 1959)
- 2017 – Michele Scarponi, italský silniční cyklista (* 25. září 1979)
- 2020
  - Hartwig Gauder, německý olympijský vítěz, mistr světa v chůzi na 50 km (* 10. listopadu 1954)
  - Shirley Knight, americká herečka (* 5. července 1936)
- 2022 – Guy Lafleur, kanadský hokejový útočník (* 20. září 1951)
- 2024 – Dušan Grúň, slovenský zpěvák (* 26. května 1942)

## Svátky

### Česko
- Evženie, Eugenie
- Noema, Noemi
- Soter
- Raul

### Svět
- Den Země – od roku 1990
- Brazílie: Discovery Day
- Srbsko: Připomenutí holokaustu

### Liturgický kalendář
- Svatý Soter, 12. papež katolické církve († 174)
- Svatý Caius, 28. papež katolické církve († 296)
- Sv. Leonid

| 22. duben v pražském KlementinuÚdaje jsou platné k 11. 3. 2025. | 22. duben v pražském KlementinuÚdaje jsou platné k 11. 3. 2025. | 22. duben v pražském KlementinuÚdaje jsou platné k 11. 3. 2025. |
| minimum                                                         | denní průměr                                                    | maximum                                                         |
| --------------------------------------------------------------- | --------------------------------------------------------------- | --------------------------------------------------------------- |
| −2,7 °C (1852)                                                  | 11,5 °C (od 1961)                                               | 27,7 °C (1800)                                                  |